# Бумажное прототипирование
Бума́жное прототипи́рование — широко распространённый метод проектирования программного обеспечения. Процесс, позволяющий разработчикам выяснить реальные ожидания и потребности пользователей, прежде всего в том, что касается пользовательского интерфейса. Это метод быстрого прототипирования, при котором создаются грубые наброски интерфейса, часто даже сделанные от руки, и используются в качестве прототипа (модели) будущего продукта.
Бумажное прототипирование появилось в середине 1980-х и стало популярным в середине 1990-х, когда такие компании как IBM, Honeywell, Microsoft и другие стали использовать эту технику при разработке своих продуктов.
Бумажное прототипирование экономит время и деньги, поскольку позволяет разработчикам тестировать интерфейс (как программных продуктов и веб-сайтов, так и потребительской электроники) до того, как писать код или начинать разработку. Метод также позволяет выполнять лёгкие и дешёвые изменения предложенного дизайна.